# Longí (governador)
Longí (en llatí: Longinus) és el nom parcialment conegut del governador romà de Britànnia entre el 158 i el 161.

## Història
Va ser precedit per Gneu Juli Ver, a qui va reemplaçar el 158.
L'única evidència del seu mandat es troba en una inscripció que llista unes poques lletres del seu nom i, per tant, fins i tot aquest està sotmès a interpretació (altres propostes serien Longus o Lèntul).
En el 161, any de la mort d'Antoní Pius, fou reemplaçat per Marc Estaci Prisc.